# Denise
Denise – miasto i gmina w Brazylii, w stanie Mato Grosso.